# 가와오모테촌
가와오모테촌(河陽村)은 오카야마현 마니와군에 있던 촌이다. 현재의 마니와시 아카노, 시모미, 다하라, 니시하라, 호카이지에 해당한다.

## 역사
- 1889년 6월 1일 - 정촌제 시행에 의해 아카노촌, 시모미촌, 다하라촌, 니시하라촌, 호카이지촌이 합병해 오바군 가와오모테촌이 성립하였다.
- 1900년 4월 1일 - 오바군이 마시마군과 합병해 마니와군이 되어 가시노촌은 마니와군에 소속되었다.

## 오아자
- 아카노 赤野（あかの） 〒719-3101
- 시모미 下見（しもみ） 〒719-3123
- 다하라 田原（たはら） 〒719-3104
- 니시하라 西原（にしばら） 〒719-3105
- 호카이지 法界寺（ほうかいじ）〒 719-3125

## 교통

### 철도
- 서일본 여객철도
  - 기신선

## 참고문헌
- 和泉橋警察署 『新旧対照市町村一覧』第2冊（東京：加藤孫次郎、1889（明22））
- 地名編纂委員会 『角川日本地名大辞典33 岡山』（角川学芸出版、1989、ISBN 4040013301）